# Ель-Куерво
Ель-Куерво (ісп. El Cuervo) — муніципалітет в Іспанії, у складі автономної спільноти Арагон, у провінції Теруель. Населення — 107 осіб (2010).
Муніципалітет розташований на відстані близько 200 км на схід від Мадрида, 28 км на південний захід від міста Теруель.

## Демографія
Динаміка населення (INE ):